# Бородино (Любимский район)
Бородино — деревня в Любимском районе Ярославской области России.  С точки зрения административно-территориального устройства входит в состав Воскресенского сельского округа. С точки зрения муниципального устройства входит в состав Воскресенского сельского поселения.

## География
Находится в пределах центральной части Московской синеклизы Восточно-Европейской (Русской) платформы, при железной дороге, вблизи реки Соть,
населённых пунктов Верхний Жар, Клепиково, Митино (Осецкий сельсовет), Нижний Жар, Никулино, Новоселки, Соть, Страшево, Тяпино, Ярухино и другие.

### Климат
Климат характеризуется как умеренно-континентальный с умеренно-теплым влажным летом, умеренно-холодной зимой и ярко выраженными сезонами весны и осени. Среднегодовая температура — +3,2°С. Средняя температура самого тёплого месяца (июля) — +18,2°С; самого холодного месяца (января) — −11,7°С. Абсолютный максимум температуры — +34°С; абсолютный минимум температуры — −35°С.
Поблизости находятся следующие населённые пункты: Верхний Жар, Клепиково, Митино (Осецкий сельсовет), Нижний Жар, Никулино, Новоселки, Соть, Страшево, Тяпино, Ярухино и другие.

## Население
| 2007 | 2010 |
| ---- | ---- |
| 0    | ↗2   |

## Инфраструктура
Личное подсобное хозяйство с зоной сельскохозяйственного использования, индивидуальная застройка усадебного типа.

## Транспорт
Деревня доступна автотранспортом.  